# Stato patrimoniale
In economia aziendale lo stato patrimoniale è uno dei documenti che insieme al conto economico, rendiconto finanziario e nota integrativa, compone il bilancio d'esercizio. Lo stato patrimoniale definisce la situazione patrimoniale ad una certa data di un'impresa, solitamente esposto in sezioni divise e contrapposte (attivo e passivo).

## In Italia
Lo stato patrimoniale è previsto dal codice civile, all'art. 2423 e 2424, quest'ultimo ne individua anche la struttura. L'OIC 12 inoltre disciplina la struttura e la presentazione dei documenti che compongono il bilancio d'esercizio, quindi anche dello stato patrimoniale. L'attivo, situato a sinistra, è composto da 4 macroclassi, il passivo, a destra, invece è composto da 5 macroclassi:
| Attivo | Passivo |
| --- | --- |
| A) Crediti verso soci per versamenti ancora dovuti, con separata indicazione della parte già richiamata; B) Immobilizzazioni, con separata indicazione di quelle concesse in locazione finanziaria; I Immobilizzazioni immateriali; II Immobilizzazioni materiali; III Immobilizzazioni finanziarie; C) Attivo Circolante; I Rimanenze; II Crediti; III Attività finanziarie che non costituiscono immobilizzazioni; IV Disponibilità liquide D) Ratei e Risconti; | A) Patrimonio Netto; I Capitale sociale II Riserva da sovrapprezzo azioni III Riserve di rivalutazione IV Riserva legale V Riserve statutarie VI Altre riserve, distintamente indicate VII Riserva per operazioni di copertura dei flussi finanziari attesi VIII Utili (perdite) portati a nuovo IX Utile (perdita) dell’esercizio X Riserva negativa per azioni proprie in portafoglio B) Fondi per rischi e oneri; C) Trattamento di fine rapporto di lavoro subordinato; D) Debiti, con separata indicazione, per ciascuna voce, degli importi esigibili oltre l'esercizio successivo; E) Ratei e Risconti; |

### Diverse classificazioni

#### Attivo
L'attivo dello stato patrimoniale, costituente gli impieghi dei mezzi patrimoniali, viene classificato per natura finanziaria in modo da distinguere gli elementi liquidi o liquidabili a breve termine (entro l'anno o comunque entro l'esercizio) da quelli liquidabili a medio-lungo termine (oltre l'anno o l'esercizio) costituiti dalle immobilizzazioni materiali, immateriali e finanziarie.

#### Attivo irrecuperabile
Gli stranded assets sono beni che si svalutano prematuramente.

#### Passivo
Le fonti di finanziamento sono classificate per natura per distinguere i mezzi di terzi (debiti) dai mezzi propri (patrimonio netto).
In via marginale viene utilizzato il criterio finanziario per distinguere i debiti esigibili entro ed oltre l'esercizio successivo.

### D. lgs. 139/2015
Con l'entrata in vigore del decreto legislativo 139/2015, sono avvenute alcune modifiche ai bilanci con data di inizio periodo dal 1º gennaio 2016, prevedendo alcune modifiche anche per lo stato patrimoniale.
Alcune di queste differenze sono:
- l'instaurazione di una riserva negativa per le azioni proprie detenute;
- l'eliminazione delle indicazioni dei conti d'ordine in calce allo stato patrimoniale, che saranno invece indicati in nota integrativa;
- gli strumenti finanziari derivati vengono esposti nello stato patrimoniale (nell'attivo, nelle immobilizzazioni o nelle attività finanziarie che non costituiscono immobilizzazioni, a seconda dei casi, nel passivo, una riserva per operazioni di copertura, e nei fondi rischi ed oneri).
- Nella sezione D dell'attivo e nella sezione E del passivo è stato eliminato il riferimento, rispettivamente, alla separata indicazione del disaggio su prestiti e dell'aggio su prestiti.
- I costi di ricerca, sviluppo e pubblicità sono stati riassunti nella categoria "costi di sviluppo".

## Principi contabili internazionali
Anche i principi contabili internazionali prevedono la presentazione di uno stato patrimoniale a composizione del bilancio d'esercizio. Questi principi non forniscono uno schema obbligatorio, ma richiedono delle indicazioni precise e dei requisiti minimi di forma, contenuto e di sostanza.
Le attività e le passività vanno distinte tra correnti e non correnti. Vanno indicate alcune voci specifiche, attività e passività che rientrano nell'applicazione dell'IFRS 5, indicazioni degli importi che si prevede saranno saldati entro ed oltre i 12 mesi.

Le attività e le passività per imposte differite non possono essere incluse nelle attività o passività correnti.

### Intermediari finanziari
Un caso particolare riguarda lo stato patrimoniale degli intermediari finanziari. Per queste categorie di imprese (banche, SGR, SIM, etc.) è possibile classificare gli elementi secondo il criterio della liquidità. Per quanto riguarda poi gli intermediari finanziari diversi dalla banche, la Banca d'Italia pubblica, generalmente ogni anno, un regolamento per omogeneizzare i bilanci di queste imprese e renderli comparabili.

## Principali differenze tra i principi internazionali e quelli italiani
Come si è visto, per lo stato patrimoniale i principi italiani prevedono uno schema obbligatorio, mentre quelli internazionali richiedono obbligatoriamente la presenza di voci specifiche. In italia non viene richiesto il totale delle attività e delle passività correnti. Nella previsione internazionale i ratei e risconti non sono evidenziati separatamente.

## Riclassificazione
I documenti del bilancio, quindi anche lo stato patrimoniale, possono essere riclassificati per permettere delle analisi più specifiche.
Alcune opzioni sono:
- criterio finanziario: gli elementi dell'attivo vengono ordinati secondo il grado di liquidità, quelli del passivo secondo il grado esigibilità. In questo modo si possono fare presunzioni riguardo alla solvibilità a breve e a lungo termine dell'impresa.
- criterio pertinenza gestionale: si ottengono due macroclassi, le immobilizzazioni, investimenti nel capitale fisso, e l'attivo circolante, rende possibile lo sfruttamento della capacità produttiva delle immobilizzazioni. Il criterio evidenzia l'origine delle risorse investite nell'azienda, riconducili al patrimonio netto ed ai debiti.

## Totale di Bilancio
Per Totale di Bilancio: si intende il totale dell’attivo patrimoniale. L'espressione totale di bilancio compare nelle definizioni normative di PMI come alternativa al valore del fatturato.